# Лохача
Лохача (словен. Lohača, итал. Villa Caccia) је насељено место у општини Постојна, Приморско-нотрањска регија, Словенија.

## Историја
До територијалне реорганизације у Словенији била је у саставу старе општине Постојна. Као самостално насеље, Лохача постоји од 1994. године. Настао је издвајањем дела из насеља Стрмца.

## Становништво
У попису становништва из 2011. године, Лохача је имала 32 становника.
| Број становника према пописима | Број становника према пописима |
| ------------------------------ | ------------------------------ |
| 2002                           | 2011                           |
| 25                             | 32                             |

Напомена: Године 1994. настала издвајањем дела из насеља Стрмца.